# John Meredyth Lucas
John Meredyth Lucas, né le 1er mai 1919 et mort le 19 octobre 2002 à San Bernardino en Californie, est un scénariste, réalisateur et producteur américain. Il travailla principalement pour la série de science-fiction Star Trek.

## Biographie
Fils de la scénariste Bess Meredyth et du réalisateur Wilfred Lucas et fils adoptif du réalisateur Michael Curtiz John Meredyth Lucas grandit en  Californie du Sud où il tente de nombreuses écoles militaires ainsi que la Beverly Hills High School. Après avoir échoué l'entrée à l'Université, il commence sa carrière à Hollywood en tant qu'apprenti script aux studios de la Warner Brothers.
Il est principalement connu pour son travail sur la série Star Trek en tant que scénariste, producteur et réalisateur. Producteur durant la deuxième saison, il écrira le script de quatre épisodes diffusés de 1967 à 1969 Le Korrigan, Fraternitaire, Hélène de Troie et Les Survivants. Il sera aussi à la réalisation des trois épisodes en 1968, Unité multitronique, Le Traître et Hélène de Troie (constituant le seul épisode de la série à avoir été réalisé et scénarisé par la même personne.)
Il a aussi écrit pour les séries  Mannix Le Fugitif, The Silent Force, Harry O, L'Homme qui valait trois milliards et les adaptations en séries de La Planète des singes et de L'Âge de cristal. Il est aussi crédité sur le scénario de deux films, La Main qui venge et Pékin Express. À la fin des années 1950 il travaille aussi sur la série australienne Whiplash dans laquelle travaillait aussi le futur créateur de Star Trek Gene Roddenberry.

## Vie privée
Marié en l'actrice Joan Winfield, le couple aura trois enfants. Veuf en 1978, il s'est remarié. Après sa mort en 2002, il fut incinéré et ses cendres furent dispersées lors d'un vol orbital le 2 août 2008.